# Tom och Jerry

Tom och Jerry logo.

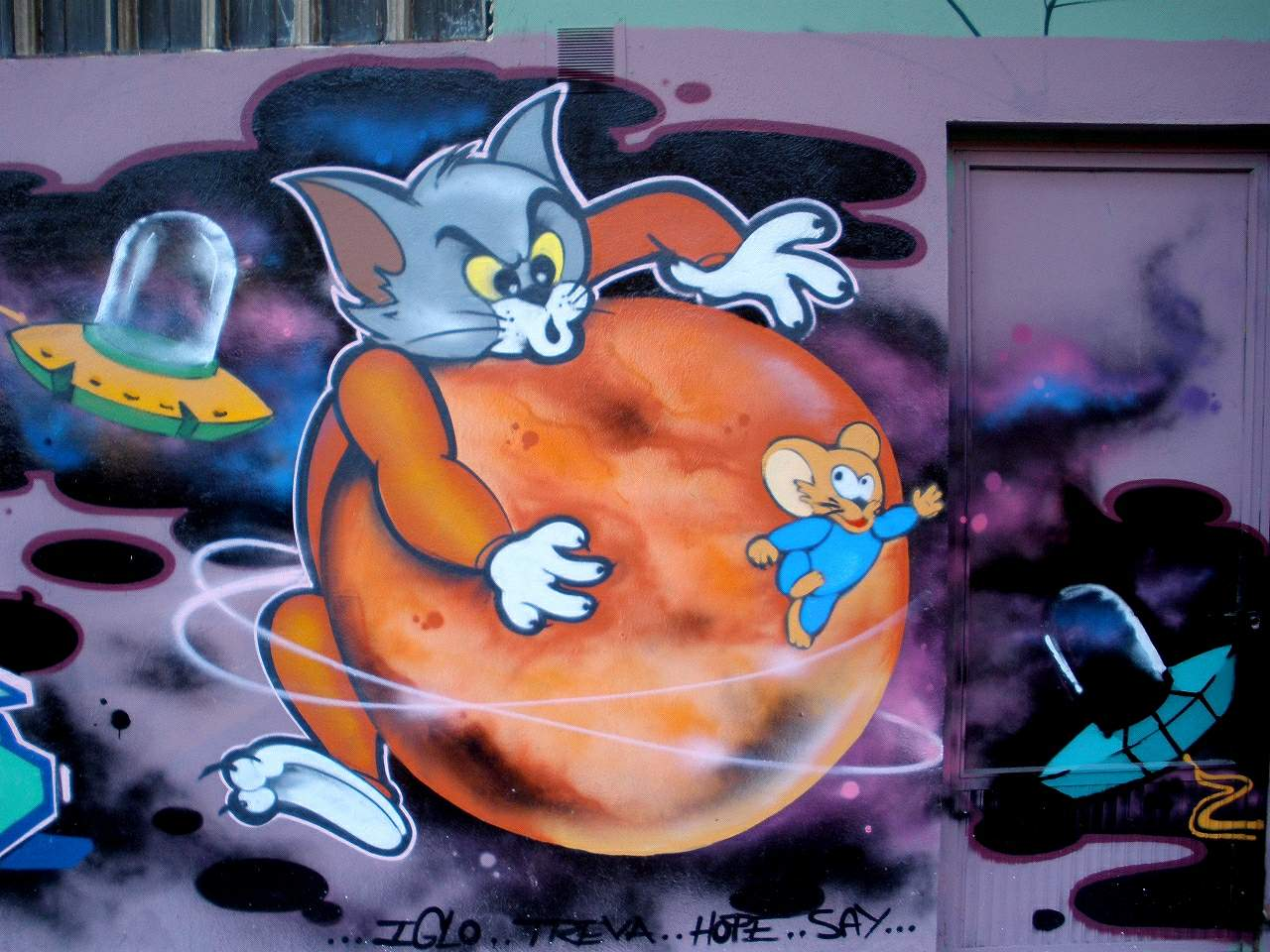
En graffitmålning av Tom och Jerry i Vitoria-Gasteiz, Spanien

Tom och Jerry (engelska Tom and Jerry) är ett par tecknade figurer, bestående av katten Tom och musen Jerry. Paret skapades av MGM Cartoon Studios animatörduo William Hanna och Joseph Barbera för en serie av animerade kortfilmer, producerade åt filmbolaget Metro-Goldwyn-Mayer med start 1940.
Sedermera har Tom och Jerry även gett upphov till fyra animerade TV-serier, en handfull animerade långfilmer samt en stor produktion av tecknade serier. Sedan 1986 ägs alla rättigheter till Tom & Jerry av Turner Entertainment.

## Kortfilmerna
År 1940 hade de flesta av Hollywoods stora filmbolag redan säkrat sin produktion av animerade kortfilmer - en marknad som vid denna tidpunkt stod på tröskeln till sin absoluta höjdpunkt. RKO distribuerade Walt Disneys filmer med Kalle Anka. Warner Bros. hade sin egen animationsstudio med stjärnor som Daffy Anka och Pelle Pigg och Paramount Pictures animatörer producerade filmer om Karl-Alfred. Walter Lantz filmer, som visades av Universal Pictures, hade året innan kunnat presentera Andy Panda.
Efter att tidigare ha förlitat sig på utomstående animationsstudior hade MGM startat sin egen animationsstudio, MGM Cartoon Studio, 1938, men dess hittills största filmhjälte, Bruno Björn, hade inte lyckats matcha konkurrenternas stjärnglans. Detta kom dock att ändras när animatörerna William Hanna och Joseph Barbera, som tidigare hade jobbat var för sig som animatörer på andra studior, den 10 februari 1940 kunde presentera sitt första filmsamarbete, kortfilmen Tom får sparken (Puss Gets the Boot), där Tom och Jerry för första gången såg dagens ljus.
Trots att filmen blev uppskattad, och nominerad till en Oscar, fanns från början inga planer på att låta den få några uppföljare. Detta beslut kom dock så småningom att ändras och 1941 släpptes två ytterligare filmer: Småtugg (The Midnight Snack, filmen där katten och musens namn nämns för första gången) och Julaftonsnatt (The Night Before Christmas, även den Oscarsnominerad).
Under de första arton åren skapades 114 filmer i Tom och Jerry-serien, merparten regisserade av Hanna och Barbera. 1958 beslutade MGM att lägga ner sin animationsavdelning, och serien lades tillfälligt ner. Dock uppstod den redan efter två år, 1960, då bolaget beställde en ny omgång filmer i serien. Denna gång lät man den tjeckiska animationsstudion Rembrandt Films stå för produktionen, och totalt tretton filmer hann göras. Redan 1963 beslutade dock bolaget att överlåta produktionen till Chuck Jones, redan känd för sina filmer i Looney Tunes-serien, och hans nystartade studio Sib Tower 12 Productions. Sib Tower kom snart att bli underlagt MGM och omdöpt till MGM Animation/Visual Arts, och i denna omgång hann det produceras 34 filmer innan MGM lade ned serien för gott 1967. Vid det här laget hade televisionen vuxit sig till en alltför stor konkurrent för filmbolagens animationsstudior.
Totalt kom serien att kamma hem sju Oscarsstatyetter och var nominerad till ytterligare sex, vilket gör den animerade kortfilmsserie som tillsammans med Walt Disneys Silly Symphonies har fått flest Oscarspriser. Mellan juni och augusti 2010 visades alla avsnitten (undantaget två) på kanalen Boomerang.

### Figurer
- Tom är katt som jämt jagar den lilla musen Jerry men han lyckas aldrig fånga honom för han har mycket otur. Han är en riktig tjejtjusare. Ibland händer det att han och Jerry blir kumpaner om någon försöker ta över deras hem.
- Jerry är den busiga lilla mus som alltid retar Tom. Tom försöker oftast fånga Jerry för att äta upp honom. Trots att de ofta bråkar har Jerry hjälpt Tom ur en del knipor. Han har också räddat Tom från att drunkna. Tom har också givit Jerry en julklapp. Han brukar ofta hjälpa små fåglar, ankungar och andra djur som är bekymrade och han kommer på smarta lösningar för att skydda dem mot Toms attacker.
- Spike är en bulldogg som gör livet surt för Tom. Spike och Jerry är goda vänner och Spike brukar ofta skydda Jerry. Men Spike har också goda sidor mot Tom ibland. Spike har en son som heter Tyke. Spike kallas Buster i den svenska serietidningen som gavs ut på 1980-talet.
- Tyke är Spikes son som inte gillar våld. Han är också en bulldog. Pappan Spike skyddar ofta sin son mot Tom. Tyke blir ofta inspirerad av sin pappa. Spike lär honom saker som Tyke ska göra som vuxen. Tyke kallas Bullen i den svenska serietidningen som gavs ut på 1980-talet.
- Toms gäng består av den röda katten Meathead som också försöker fånga Jerry ibland, en orange röd katt som heter Lightning som ibland assisterar Tom med att jaga Jerry och en brun grå kattunge som heter Topsy som ibland är kompis med Jerry. Dessa katter brukar reta Tom ibland men då busar de bara med honom.
- Butch är en svart katt och en annan katt i Toms gäng. Han är oftast smutsig och bor i en soptunna men är väldigt smart och vill på något sätt bli entreprenör. Han vill också fånga Jerry och ger Tom många galna idéer som ingen förutom han förstår. Liksom Tom är han en tjejtjusare.
- Ägaren till Tom är en svart dam som är väldigt sträng men hon älskar ändå Tom och ger honom en chans att fånga Jerry. Hon gillar inte när Jerry är i huset. Man ser aldrig hennes ansikte.
- Tuffy, även kallad Musis och Micke i de svenska Tom och Jerry-filmerna, men i den svenska serietidningen heter han Tuffy. Tuffy är en föräldralös mus och bor ihop med Jerry. Tillsammans busar de med Tom. Tuffy bär blöja och är jämt hungrig.
- Lilla kvackarn är en anka och en av Jerrys bästa vänner. Lilla kvackarn förstår oftast inte att Tom ska fånga honom.
- Toodles är en vit katt som Tom och Butch är förälskade i men hon tycker bara om Tom.

## TV-produktioner
Redan 1965 hade äldre kortfilmer börjat sändas i amerikansk TV, men det skulle dröja ytterligare tio år, till 1975 innan nytt material började produceras. Nu var figurerna tillbaka i sina skapares händer, och Hanna-Barbera Productions producerade 16 halvtimmeslånga avsnitt, vardera bestående av tre kortfilmer, i serien som fick namnet The New Tom & Jerry Show.
Åren 1980-1982 producerade Filmation serien The Tom and Jerry Comedy Show, bestående av 30 halvtimmeslånga episoder, och 1990-1993 visades Hanna-Barberas 39 avsnitt långa Tom & Jerry Kids Show, med hjältarna som barn. I februari 2006 sändes det första avsnittet av Warner Bros. Animations serie Tom and Jerry Tales. 

## Långfilmer
1992 kom deras första långfilm Tom & Jerry gör stan osäker där de pratar. 2021 kom Tom & Jerry som är både spelfilm och animerad.

## Tom & Jerry i Sverige
I Sverige har de varit titelfigurer i en egen serietidning i två omgångar: åren 1965-1970 samt sedan 1979. Flera av kortfilmerna sänts bland annat i SVT:s Lilla Sportspegeln. Rösterna i serien gjordes här av SVT:s dåvarande omhuldade kommentatorspar i längdskidåkning och friidrott: Christer Ulfbåge och Jacob Hård.

## Kritik
Kortfilmserien har blivit omtalad för sitt grova underhållningsvåld, där karaktärerna tål nästan hur mycket stryk som helst utan att skada sig eller dö; Jerry kan dela Tom på mitten, Tom kan använda yxor, pistoler, sprängämnen och gift för att försöka mörda Jerry, Tom kan bli instoppad i våffeljärn och så vidare.

## Parodier och hyllningar
I den amerikanska animerade satiren Simpsons existerar tv-serien Itchy & Scratchy, som parodierar Tom och Jerry, men innehåller ännu mer extremt våld. Och så finns där en hund som heter Poochie som parodierar Spike. Den franska TV-serien Oggy och kackerlackorna har liknande handling där huvudpersonen Oggy besväras av kackerlackor till vardags. Där finns det dessutom en hund som heter Bob, som har samma personlighet som Spike.